# تکواژ چندوجهی
تکواژ چندوجهی یا تکواژ مرکب یا چمدان‌واژه (به انگلیسی: portmanteau یا portmanteau word) در صرف، نوعی تکواژ است که هم‌زمان به بیش از یک مفهوم دلالت می‌کند؛ مانند شناسه در زبان فارسی که هم‌زمان به شخص و شمار دلالت می‌کند و نمی‌توان مشخص ساخت که کدام بخش تکواژ به شخص یا شمار مربوط می‌شود.
در زبان‌شناسیِ بسیاری از زبان‌ها، «تکواژهای چندوجهی» آمیزه‌سازی‌هایی (ساختن یک واژه از طریق ترکیب بخش‌هایی از دیگر واژه‌ها) هستند که قسمت‌هایی از یک یا چند واژه یا آوا در هم آمیخته شده و واژهٔ نویی را ساخته‌اند. برای مثال، واژهٔ «مُتِل» (motel) از راهِ آمیزه‌سازیِ دو واژهٔ «موتور» (motor) و «هتل» (hotel) پدید آمده است.
تعریفی دیگر: در زبان‌شناسی، تکواژ چندوجهی تکواژی‌ست که بیش از یک واژه را نمایندگی می‌کند.